# Župnija Čemšenik
Župnija Čemšenik je rimskokatoliška teritorialna župnija dekanije Zagorje nadškofije Ljubljana.
V župniji Čemšenik so postavljene Farne spominske plošče, na katerih so imena vaščanov, ki so padli na protikomunistični strani v letih 1942-1945. Skupno je na ploščah 5 imen.

## Cerkve
- Cerkev Marijinega vnebovzetja, Čemšenik
- Cerkev sv. Lenarta, Vrhe
- Cerkev sv. Primoža in Felicijana, Razbor
- Cerkev sv. Nikolaja, Zabreznik